# Скиба Марія Євгенівна
Марія Євгенівна Скиба  (7 квітня 2000, Львів) — українська тенісистка, майстер спорту України з великого тенісу та переможець чемпіонатів України до 16, 18 років та серед дорослих в одиночному, парному та змішаному розрядах.

## Особисте життя
Народилася 7 квітня 2000 року у Львові в сім'ї спортсменів Олени та Євгена Скиби. Батько — майстер спорту з водного поло, а мати — тренер з тенісу. Завдяки матері Марія почала займатися тенісом з 4 років. До 13 років Марія тренувалась у своєї мами і у 13 річному віці Марія з мамою переїхали до Києва через сімейні обставини. Вчилась у школі номер 173 на Відрадному, а після закінчення школи у 2017 році вступила на заочну програму зі спортивного менеджменту до Львівського державного університету фізичної культури імені І. Боберського. У 2018 році Марія перевелась до Northwestern State University в Луізіані, а через рік у 2019 році перевелась у Barry University в Маямі. У складі жіночої команди університету з тенісу Марія здобула перемогу у «Division II National Women's Team Indoors Championship 2020».

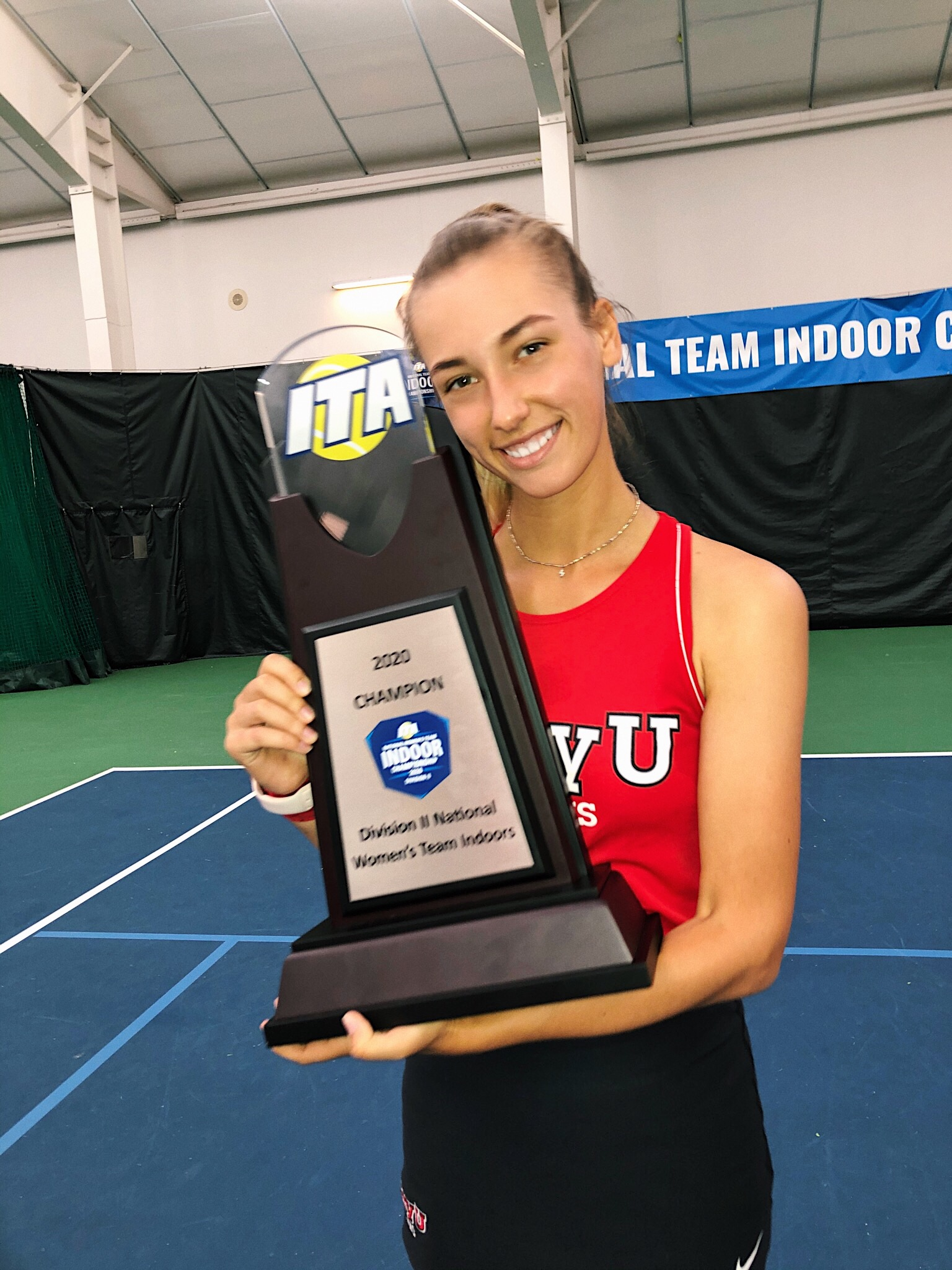
Division II National Women's Team Indoors Championship 2020

## Тренери
Першим тренером Марії у Києві був її вітчим Євген Карпін. Він приділяв багато уваги техніці Марії та приклав багато зусиль аби зробити гру Марії більш стабільною, а удари більш незручними для суперника. Через рік цю справу продовжив Дмитро Шепелєв, який довго працював зі Скибою не тільки над технікою, але й над стратегією гри і емоційною стійкістю. У цей період Марія вперше почала співпрацю з Іриною Михальченко — тренером з фізичної підготовки. У цей період Скиба суттєво покращила свої показники у швидкості, витривалості та координації. Наступним тренером Марії стала Наталя Медведєва. Вона приклала багато зусиль на підтримання фізичної підготовки Марії та дівчат у її команді. Саме у складі цієї команди Скиба розпочала грати велику кількість змагань всеукраїнського та міжнародного класу. У складі команди Наталі Марія провела 2 роки, після чого знову розпочала свою роботу з Дмитром Шепелєвим і Орестом Терещуком. Протягом роботи з командою та цим тренерським складом Марія досягла найкращих результатів та отримала звання майстра спорту України. Стала переможцем Чемпіонату України до 16 років у парному розряді (20. 06. 2016, УТЦ с. Петрівське),
переможець Чемпіонату України до 18 років в одиночному розряді і фіналіст у парному (03. 07. 2017, м. Буча), переможець Чемпіонату України серед дорослих у змішаному розряді (08. 08. 2017, м. Буча).

## Стиль гри
Скиба — агресивний гравець задньої лінії. Однією з головних переваг є швидкість рухів та нестандартна хватка при ударі справа, що придає м'ячу сильного обертання. Має сильний і точний удар зліва. Зазвичай удари дуже глибокі з високим відскоком. Ще одною перевагою Марії є сильна перша подача та точна кручена друга. Недоліком була гра зльоту, але змінивши хватку Марія позбавилась цієї проблеми. Велика швидкість пересування дає змогу доганяти складні глибокі удари та укорочені підсічки проти неї. Укорочені удари Скиба використовує досить часто.